# Abdelkerim Astrahanski
Abdelkerim Kan (tatarsko Ğabdelkərim, Gabdelkәrim, rusko Абдул-Керим, Abdul-Kerim) je bil od leta 1495 do 1515 kan Astrahanskega kanata, * ni znano, † 1520.
Na oblast je prišel po strmoglavljenju kana Kasima I. s pomočjo Velike horde. Na  strani Velike horde se je vojskoval s Krimskim kanatom in Carsko Rusijo. Ko je začela moč Velike horde pojemati, je začel izvajati neodvisno politiko. Leta 1498 je odbil napad vojske Velike horde pod poveljstvom kana Seida Mohameda. Po propadu Velike horde se je osredotočil na Krimski kanat in Nogajsko hordo.  